# 重庆卫视
重慶衛視是重庆广播电视总台旗下的重庆电视台的上星頻道，昵称鹦鹉台，於1998年10月1日開播，並通過多個衛星傳遞其衛星信號，將節目播發到世界各地。開播後，與香港凤凰卫视、亚洲电视等多家電視台進行了節目上的交流與合作。除此之外，重庆卫视从开播之日期创造了多个中国电视业的第一。2006年，重慶衛視開創了「編播季」的電視播出概念。2008年11月1日至11月2日，重慶衛視與中國中央電視台、湖南衛視、東方衛視被「第二屆中國品牌媒體高峰論壇」評為「全國十大最具品牌價值的電視媒體」。

## 历史
- 1997年3月14日，中华人民共和国第八届全国人民代表大会第五次会议通过了恢复重庆直辖市的议案。重庆电视台开始筹备卫星频道。
- 1997年6月18日，重庆卫视开始试播。重庆卫视是中国大陆地区第一个实现除新闻节目外，所有节目全部外包的电视台。
- 1998年10月1日，重庆卫视正式宣布成立。
- 2006年元旦，重庆卫视率先在中国大陆地区进行了“编播季”的尝试。
- 2006年8月18日，重庆卫视实现了在南京、大连两大城市的落地，实现了全国落地。
- 2011年1月，在薄熙來出任重慶市委書記期間，提倡「唱紅打黑」，把重慶衛視打造成紅色頻道。重庆卫视黄金时间（19:30-23:00）停止播放电视剧，改由红色电影、红歌等自制节目替代。[1]并從2011年3月1日起，重庆卫视停播所有商業廣告，以重庆城市宣传片和公益广告代替。[2]
- 2012年3月15日，即薄熙來被停职审查开始，重庆卫视恢复播出商业广告[3]，并在2012年4月2日改版[4]。
- 2012年12月31日，重庆卫视再次改版。除对晚间节目大变脸外，还对频道包装全新升级。同时，位于冉家坝重庆广电大厦内的重庆电视台新闻中心正式启用。
- 2015年5月1日，重庆卫视更换新台标，并对频道包装做小范围的更改。[5]
- 2017年4月6日凌晨0点，重庆卫视标清频道在中星9号“户户通”和官网直播画幅和台标均变成16:9，两日后凌晨0点，全国有线电视信号（接收的中星6B卫星信号）正式宽频播出。
- 2019年3月1日，重庆卫视再次更换新台标，并启用新频道包装。
- 2024年1月1日，重庆卫视再次更换新台标。

## 每日新闻節目
- 《第1眼新闻》（分三档播出，“第1眼”现为重庆广电全媒体新闻品牌）
- 《重庆新闻联播》
- 《重庆第1眼》

## 争议

### 《第一次心动》遭停播
2007年8月15日，中国大陆广电总局批评重庆卫视选秀节目《第一次心动》有严重违规行为，要求立即停播。